# Cristhian Cedeño
Cristhian Cedeño (* Paján, Provincia de Manabí, Ecuador, 24 de diciembre de 1986) es un futbolista ecuatoriano que juega de mediocampista en el Colón Fútbol Club de la Serie B de Ecuador.

## Trayectoria
Cristhian inició su carrera como futbolista en las divisiones inferiores de Delfín de Manta donde ha realizado casi toda su carrera futbolística, tuvo un paso fugaz por Grecia de Chone. Comenzó a jugar en la Sub-16, y debutó en Primera "B" en el 2004 con 17 años.

## Clubes
| Club              | País    | Año       |
| ----------------- | ------- | --------- |
| Delfín SC         | Ecuador | 2002-2012 |
| Grecia de Chone   | Ecuador | 2013      |
| Delfín SC         | Ecuador | 2013-2015 |
| Colón Fútbol Club | Ecuador | 2016-     |

## Palmarés

### Campeonatos nacionales
| Título            | Club      | País    | Año  |
| ----------------- | --------- | ------- | ---- |
| Segunda Categoría | Delfín SC | Ecuador | 2013 |

- Datos: Q10864547